# Włosy czuciowe

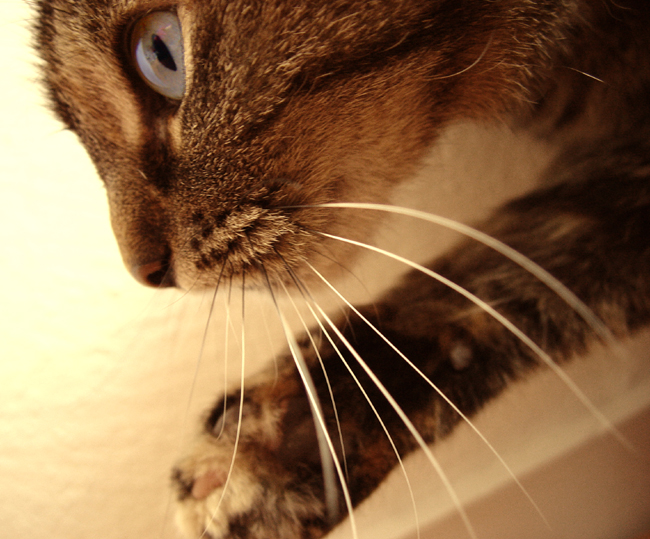
Wibrysy kota domowego

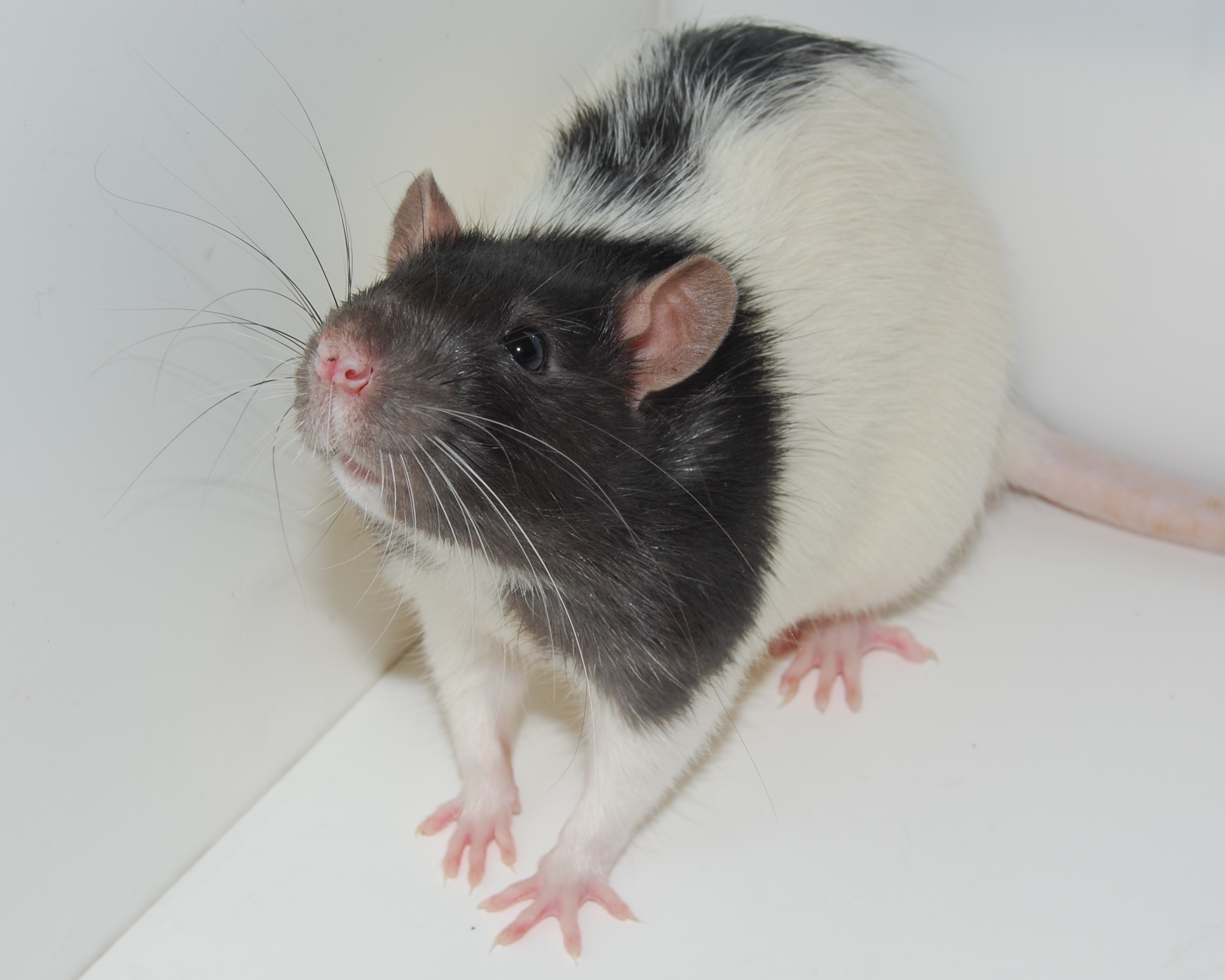
Szczur kapturowy prezentujący wibrysy

Włosy czuciowe, włosy zatokowe (łac. pili tactiles), inaczej wibryssy lub wibrysy (vibrissae, l. poj. vibrissa); potocznie nazywane wąsami – występujące u niektórych ssaków grube, proste i sztywne włosy z mieszkiem włosowym położonym blisko zatoki żylnej. Dzięki licznym zakończeniom nerwowym poduszeczki zatokowej, sygnały dotykowe mogą być bardzo precyzyjnie przekazywane do organizmu. Włosy czuciowe umieszczone są najczęściej na policzkach, nad oczami, na górnej i dolnej wardze, rzadziej na grzbietowych stronach przednich nóg.

## Funkcja

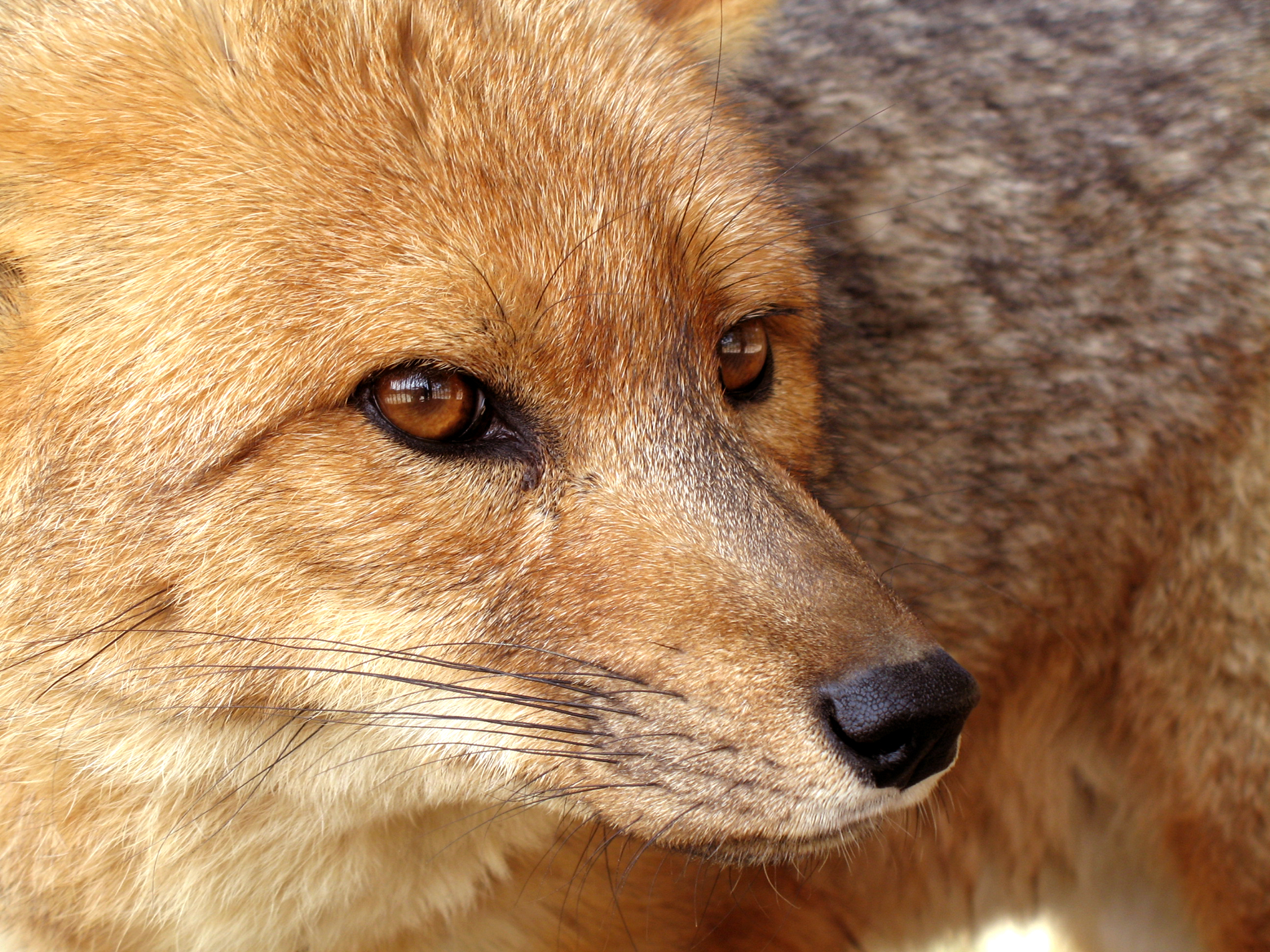
Wibrysy nibylisa andyjskiego

Wibrysy pełnią rolę narządu dotyku i m.in. pomagają orientować się w zupełnych ciemnościach. Badania myszowatych (łożyskowców) i oposów (torbaczy) ukazały, że u obu tych grup wibrysy służą do aktywnego badania przestrzeni, a ich ruch jest powiązany ze zmianami kierunku ruchu zwierzęcia i intensyfikuje się, gdy dojdzie do kontaktu z napotkanym obiektem, aby zebrać o nim dodatkowe informacje. Włosy czuciowe wyewoluowały prawdopodobnie już u mezozoicznych nadrzewnych ssaków, dając im przewagę ewolucyjną nad gadami. 
W zależności od położenia wyróżniane są włosy czuciowe:
- nadoczodołowe
- podoczodołowe
- jarzmowe
- wargowe górne
- wargowe dolne
- bródkowe

oraz występujące u kotów
- nadgarstkowe

Wibrysy to również sztywne włosy w przedsionku nosa, chroniące jamę nosową przed ciałami obcymi.

## Odpowiedniki u innych grup zwierząt

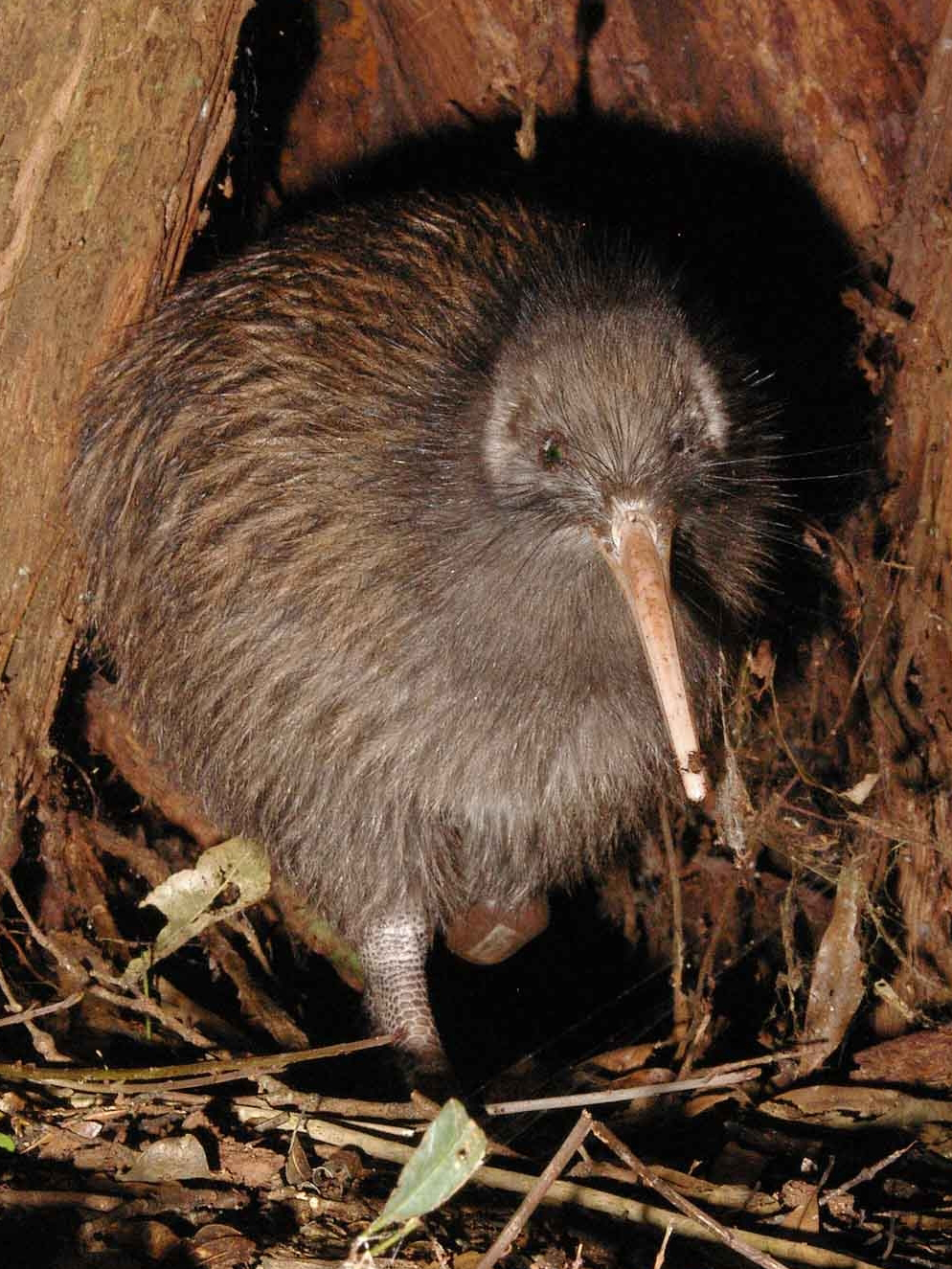
Samiec kiwi Mantella z widocznymi piórami czuciowymi

Nielotne ptaki kiwi posiadają w pobliżu dzioba włosowate pióra, pełniące tę samą funkcję narządu dotyku. Niektóre ryby, m.in. sumokształtne, mają w pobliżu otworu gębowego wąsiki, pełniące analogiczną funkcję.